# 周秀骥
周秀骥（1932年9月24日—），中国大气物理学家。

## 生平
出生于江苏丹阳。1962年苏联科学院应用地球物理研究所研究生毕业，获数理副博士学位。1991年当选为中国科学院学部委员(院士)。 中国气象科学研究院名誉院长、研究员、国家自然科学基金委员会地球科学部主任。曾任中国科学院大气物理研究所副所长、中国气象科学研究院院长。